# Honda NX-650

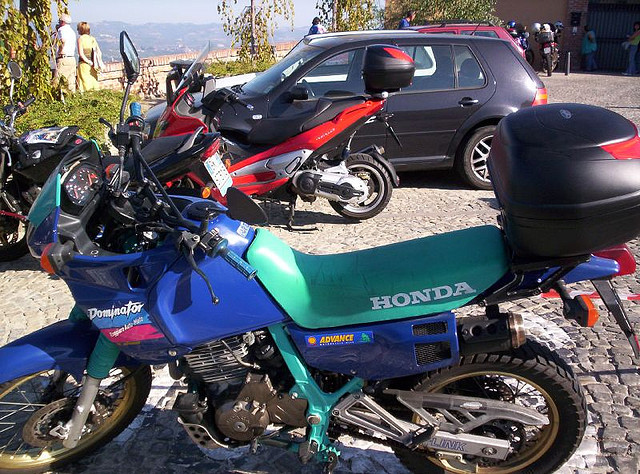
Honda NX-650 Dominator

Honda NX-650 Dominator je celosvětově rozšířený motocyklem, vyráběným v letech 1988 až 2003. V prvních letech produkce se prodával hojně nejen v Evropě, ale například i v USA a Austrálii. Postupem času se vyvážel především do Evropy, proto se nakonec i jeho výroba přesunula z Japonska do Itálie, kde se vyráběl až do ukončení produkce.

## Motor a podvozek
Pohonnou jednotkou je čtyřdobý, vzduchem chlazený jednoválec o objemu 644 cm³ se čtyřmi ventily a rozvodem SOHC. O plnění motoru se stará jeden podtlakový karburátor Keihin. Převodovka disponuje 5 rychlostmi. O nerovnosti vozovky se na zadním kole stará centrální tlumící a pružící jednotka kyvné vidlice se systémem přepákování Pro-Link vedoucí 17palcové kolo, na předním pak dvojice standardních teleskopiských tlumičů s integrovanými pružinami svírajících 21palcové kolo. Zpomalení motocyklu zajišťuje přední jednokotoučouvá hydraulická brzda s dvoupístkovým třmenem a na zadním kole obvykle jednokotoučová hydraulická brzda s jednopístkovým třmenem nebo výjimečně brzda bubnová (podle roku výroby a země určení).
V prvních letech výroby se motocykl chlubil příznivou suchou hmotností 152 kg, postupem času během mírných úprav modelu na váze nepatrně přibral. Nádrž pojme podle roku výroby 13 nebo 16 litrů paliva. V prvních dvou letech výroby motocykl disponoval jak elektrickým, tak nožním spouštěčem, poté už pouze elektrickým.

## Dakarská trojka
Dominator spolu s typy Honda XL-600V Transalp a Honda XRV-750 Africa Twin vznikl v 80. letech 20. století v důsledku vysoké popularity dálkových rallye soutěží (především Rallye Paříž - Dakar) a tím i zvýšené poptávky po "civilních" enduro motocyklech.
Všechny tři typy měly mírně odlišné určení a dohromady tvořily kompaktní celek pro uspokojení širokého segmentu spotřebitelské poptávky. Dominator byl určen zájemcům, kteří preferovali lehčí kompaktnější motocykl, vyšší míru průchodnosti terénem, jednodušší údržbu a ekonomičtější provoz. Představoval křížence mezi klasickým a dakarským endurem. Vedle toho XRV-750 Africa Twin měla nejblíž k dakarským speciálům a směřovala více k dobrodružnému dálkovému cestování. Transalp byl určen především k cestování po silnicích a i neasfaltových cestách, přičemž měl své posádce zachovat výhody enduro motocyklů, tedy vzpřímený vysoký posaz a komfortní, dostatečně dimenzovaný podvozek se schopností zpracovat případné terénní nástrahy a tím vším beze zbytku naplňoval kategorii cestovního (silničního) endura.